# Mădălina Manole
Mădălina Manole (romanès: Magdalena-Anca «Mădălina» Manole)  (Vălenii de Munte, 14 de juliol de 1967 - Otopeni, 14 de juliol de 2010) nom artístic de Magdalena-Anca Mircea,va ser una artista pop romanesa.

## Biografia
Magdalena-Anca Manole va néixer a una regió de muntanya a la ciutat de Vălenii de Munte del comtat de Prahova. Els seus pares eren Ion i Eugenia Manole. La seva educació en una família espiritual la va portar a desenvolupar una passió per la música. La seva mare la va inspirar per ser cantant, que cantava música popular. Quan era petita, Magdalena-Anca tenia moltes ganes d'aprendre la guitarra, i així va començar a prendre lliçons d'Ana Ionescu Tetelea, una cantant folk de Ploieşti. Als quinze anys es va convertir en membre de la Joventut del Cenacle de Prahova, que en aquella època era dirigida pel poeta Lucian Avramescu. Simultàniament, Manole va continuar estudiant a l'Escola Superior de Química de Ploieşti, de la qual es va graduar amb èxit. Després de graduar-se a l'Escola de Controladors de Trànsit Aeri de Băneasa, Mădălina Manole va treballar en aquest camp durant quatre anys. Quan era jove cantant va buscar l'èxit musical formant un grup amb Ştefania Ghiţă anomenat Alfa şi Beta, que va participar en els espectacles de Cenaclul Flacăra. Com a tal, Manole es va convertir en el membre més jove a participar en les festes del cercle (Cenaclului Serbările Scânteii Tineretului) i alhora va treballar amb artistes com Victor Socaciu i Roșu și Negru.
Entre 1982 i 1985 el cantant folk va assistir a l'escola d'art anomenada Şcoala Populara de Arta, com a part del grup que havia estat mentor de Mihaela Runceanu i Ionel Tudor. A finals de 1980 Dan Ştefan li va confiar la cançó "Pentru noi nu pot fi alt cer" ("For Us There Cannot Be Another Heaven"), que va aparèixer a la pel·lícula Nelu dirigida per Dorin Doroftei. En aquesta ocasió la cantant va interpretar el seu primer paper al cinema.

## Carrera

### 1988–1994
El 1988, Mădălina Manole va conèixer a Şerban Georgescu a través de Costin Diaconescu, un vell amic que treballava a Radio România. Els dos artistes van començar a treballar junts, i ella va participar el mateix any al festival de música Mamaia (Festivalul de Muzică Uşoară Mamaia) amb la cançó "A Sentimental Man" ("Un Om Sentimental") composta per Georgescu.
Aquesta cançó va obtenir el quart lloc, i va provocar la col·laboració que va tenir un paper important en la seva carrera com a cantant. A finals de la dècada de 1980, Manole va participar amb Runceanu i Laura Stoica en un torneig a Transsilvània, que tenia com a objectiu recaptar fons per a la revitalització del Teatre Estatal d'Oradea. El 1989 la cantant va aparèixer al festival Amara Gala, que va estimar al llarg de la seva carrera, tornant-hi dues vegades després.
A partir de 1990, Manole va donar recitals a diferents regions de Romania, i un any després una cançó de Georgescu titulada "Lovely Girl" (Fată Dragă) va guanyar popularitat a la ràdio, convertint-se en la composició que representaria l'artista. Es va fer molt popular i va signar un contracte de gestió amb Electrecord. El seu primer àlbum va ser llançat l'any 1991 per aquesta companyia. Paral·lelament, es va crear el seu primer club de fans, dirigit pels estudiants Ciprian Antochi i Claudia Panaite. L'any 1992 es van obrir sucursals arreu del país. Aleshores, Manole va començar a actuar als escenaris, actuant internacionalment a la diàspora romanesa situada als Estats Units, Àustria, Bèlgica i Alemanya.
Donat l'èxit comercial de "Lovely Girl" (Fătă Dragă) i la seva popularitat, la revista Billboard va publicar un article sobre ella. Manole va decidir gravar un nou disc l'any 1993. L'àlbum, titulat I què? (Ei și ce?), contenia vuit peces de folk-rock, la majoria de les quals van ser creades per Georgescu. L'àlbum va tenir molt d'èxit a Romania, i l'emissora de ràdio Radio Contact va anomenar Mădălina la "millor artista pop".

### 1995–2001
El 1995 va cantar en el concert inaugural Whigfield a Bucarest, i un any més tard, en el concert inaugural de la banda Los del Rio.
El 1997, va llançar l'àlbum Smooth, Smooth Mădălina ("Lină, lină Mădălină"), que va tenir un rècord d'audiència. Mădălina Manole es va convertir en la primera intèrpret de música pop romanesa que es va registrar al gran catàleg de música internacional produït pel Grup PolyGram (a través de Zone Records a Romania). El segon èxit destacable d'aquest disc va ser que Mădălina Manole es va convertir en la primera artista pop a interpretar l'autèntic folklore romanès d'una manera original, amb una orquestra folk dirigida pel desaparegut Dorel Manea. Les cançons de l'àlbum incloïen cançons de Maria Tănase, Maria Lătăreţu i Lucreția Ciobanu.
El 1997, va crear l'Associació Cultural de Mădălina Manole (Asociaţia Culturală Mădălina Manole) per promoure activitats culturals i humanitàries. Va ser convidada a assistir als programes de televisió i ràdio més importants, i el seu nom és recordat juntament amb artistes d'entreteniment i música molt famosos. Va cantar en centenars d'espectacles a Romania.
Amb Octavian Ursulescu l'any 1997, Manole va presentar l'edició d'aniversari del Festival Internacional del Cervo d' Or del Teatre Braşov. Mădălina Manole va ser escollida per Procter & Gamble International per utilitzar la seva imatge per llançar un producte cosmètic a Romania. Va ser sobrenomenada noia amb els cabells de foc, en al·lusió al color de cabell amb què apareixia en el punt de mira. L'any 2000, va obtenir els premis a la millor intèrpret i millor veu femenina pop de l'any de Romania i els premis de la ràdio i els premis de la indústria musical a Romania. L'any 2000, l'àlbum Sweetest of All (Dulce de Tot) va ser classificat com a millor disc pop per Radio România Actualităţi.

### 2002–2010
Manole estava casada amb el compositor Şerban Georgescu, 15 anys més gran que ella. Després del seu divorci, Mădălina Manole va dir: "Hi va haver moments del dia en què el vaig adorar i altres vegades en què voldria disparar-li". El 8 de juny de 2009 va donar a llum un fill quan tenia 42 anys. El nen 2.600 grams i mesurava 56 centímetres, nascut dues setmanes abans del previst. A principis d'octubre de 2009, es va casar amb el seu xicot Peter (Petru) Mircea, i va anomenar el seu fill Peter (Petru) Jr. El 19 de febrer de 2010, va publicar un nou àlbum. L'àlbum es titulava "09 Mădălina Manole" i era el seu novè àlbum.
Mentre treballava en el seu àlbum, Mădălina Manole es va emmalaltir a causa del cansament acumulat.

## Mort
Madalina va ser trobada morta pel seu marit a casa seva a primera hora del matí del 14 de juliol de 2010, el seu 43è aniversari, després d'un aparent suïcidi. Ella suposadament va causar la seva pròpia mort bevent gairebé mig litre de carbofuran.
A causa del fet que es va suïcidar, només va rebre un servei funerari religiós més curt, fora de l'església.
Mădălina està enterrada al cementiri de Bolovani a Ploieşti. Al funeral hi van assistir unes 40.000 persones.

## Discografia
- 1991 – Fată dragă, Electrecord
- 1993 – Ei, şi ce?, Electrecord
- 1994 - Feliç any nou Electrecord
- 1995 – El millor de Mădălina Manole, Electrecord
- 1996 – Trăiesc pentru tine, Roton Music
- 1997 – Lină, lină Mădălină, Zone Records Polygram
- 1998 – Cântă cu mine, Zone Records Polygram
- 2000 – Dulce de tot, Nova Music Entertainment BMG
- 2003 – A fost (va fi) iubire
- 2010 – 09 Mădălina Manole, MediaPro Music[18]